# Liste der Bürgermeister von Zorneding
Dies ist die Liste der Ortsvorsteher und Bürgermeister der Gemeinde Zorneding. Mit der Neufassung der Gemeindeordnung von 1869 in Bayern wurde das Amt des Ortsvorstehers in die heutige Bezeichnung „Bürgermeister“ umbenannt.
Seit der Gebietsreform 1978 umfasst das Gemeindegebiet auch den Ortsteil Pöring, der zuvor eine eigenständige Gemeinde bildete. Gleichzeitig wurde der Ortsteil Kolonie Baldham, der mit 3.297 Einwohnern einen beträchtlichen Teil der Gemeinde Zorneding ausmachte, an Vaterstetten abgegeben.
1990 wurde das Amt vom Ehrenamt zum Hauptamt.
| Ortsvorsteher / Bürgermeister                                                    | Partei                | Amtszeit  | Beruf                  | Wohnort   | Anmerkungen |
| -------------------------------------------------------------------------------- | --------------------- | --------- | ---------------------- | --------- | --- |
| Joseph Jacob (* 1776, † 1846)                                                    |                       | 1814      | Bader und Chirurgus    |           | |
| Anton Kern (* 1786, † 1864)                                                      |                       | 1835      | Landwirt               |           | |
| Johann Gaßner (* 1803, † 1868)                                                   |                       | 1844      | Landwirt               |           | |
| Anton Pichler (* 1810, † 1865)                                                   |                       | 1860      | Landwirt               |           | |
| Johann Nepomuk Zeichinger (* 1817, † 1899)                                       |                       | 1870–1875 | Landwirt               |           | Nach ihm und nach Marinus Zeichinger ist der Zeichingerweg in Zorneding benannt. |
| Josef Zehetmayr (* 1845, † 1890)                                                 |                       | 1876–1881 | Landwirt               |           | Nach ihm ist die Zehetmayrstraße in Zorneding benannt. |
| Max Gaßner (* 1835, † unbekannt)                                                 |                       | 1882–1887 | Landwirt               |           | |
| Josef Summerer (* 1850, † 1915)                                                  |                       | 1888–1899 | Landwirt               |           | Nach ihm ist die Summererstraße in Zorneding benannt. |
| Marinus Zeichinger (* 1849, † 1919)                                              |                       | 1900–1905 | Landwirt               |           | Nach ihm und nach Johann Nepomuk Zeichinger ist der Zeichingerweg in Zorneding benannt. |
| Ludwig Festl (* 1872 in Poing, † 1959)                                           |                       | 1906–1924 | Landwirt               |           | Nach ihm ist die Ludwig-Festl-Straße in Zorneding benannt. |
| Ferdinand Glasl (* 1881, † 1935)                                                 |                       | 1925–1933 | Landwirt               |           | Wurde 1933 von der SA aus dem Amt vertrieben. Nach ihm ist die Glaslstraße in Zorneding benannt. |
| Franz Limmer (* 1900 in Unsernherrn, † unbekannt)                                | NSDAP                 | 1933–1945 | Kaufmann               |           | Ortsgruppenleiter der NSDAP |
| Jakob Festl (* 1907, † 2001)                                                     |                       | 1945      | Landwirt               |           | |
| Anton Baumer (* 1888, † 1978)                                                    |                       | 1946      | Landwirt               |           | |
| Martin Maurer (* 1896, † 1959)                                                   |                       | 1946      | Schreiner              |           | |
| Lorenz Stadler (* 1900, † 1981)                                                  |                       | 1948–1950 | Schuhmacher            |           | Nach ihm ist die Lorenz-Stadler-Straße in Zorneding benannt. |
| Max Loidl (* 12. August 1909 in Grafing, † 3. August 1986 in Baldham)            |                       | 1950–1952 | Gastwirt               | Baldham   | Max Loidl war von 1936 bis 1964 Wirt der bekannten Bahnhofsgaststätte „Loidl“ in Baldham. Nach ihm ist der Max-Loidl-Weg in Baldham benannt. Großvater des späteren Vaterstettener Bürgermeister und Landrat Robert Niedergesäß. |
| Franz Kamerseder (* 17. Dezember 1908 in München, † 5. November 1986 in München) |                       | 1952–1956 | Beamter                | Baldham   | War bereits von 1950 bis 1952 dritter Bürgermeister. Nach ihm ist die Franz-Kamerseder-Straße in Baldham benannt. |
| Lorenz Stadler (* 1900, † 1981)                                                  |                       | 1956–1971 | Schuhmacher            |           | bereits 1948 Bürgermeister |
| Rudolf Weinberger (* 1926 in München, † 2000)                                    | Freie Wähler          | 1971–1984 | Buchhalter             | Baldham   | |
| Wolfgang Herold (* 11. April 1936 in München, † 18. Juli 2012 in Amberg)         | SPD, später parteilos | 1984–1996 | Beamter                | Zorneding | Zunächst noch ehrenamtlich, ab 1990 hauptamtlich. Scheiterte bei der Wahl 1996 gegen seinen Nachfolger Franz Pfluger. |
| Franz Pfluger (* in Wolfesing)                                                   | CSU                   | 1996–2008 | Landwirt               | Wolfesing | |
| Piet Mayr (* 1956 in Denklingen)                                                 | CSU                   | seit 2008 | Diplom-Verwaltungswirt | Parsdorf  | |